# Bentley Continental Flying Spur
Bentley Continental Flying Spur je luksuzna limuzina koju od 2005. proizvodi engleski proizvođač Bentley koji je u potpunom vlasništvu Volkswagena. U početku se proizvodio u Dresdenu u Njemačkoj, a od 2006. se proizvodi u Bentleyevoj tvornici u engleskom Creweu. Oprema se 6.0 litrenim motorom s dva turbo punjača i 560 KS. To mu omogućuje maksimalnih 312 km/h te je druga najbrža limuzina na svijetu poslije Brabusovog Rocketa. 
Bentley Continental Flying Spur Speed je predstavljen tijekom 2008. te predstavlja još jedan model u obnovi linije Continental.

## Tehnički podaci
|                     | Continental Flying Spur       | Continental Flying Spur Speed |
| ------------------- | ----------------------------- | ----------------------------- |
| Motor               | W12 biturbo                   | W12 biturbo                   |
| Obujam              | 5998 cm³                      | 5998 cm³                      |
| Snaga               | 411 kW (560 KS) pri 6100/min. | 449 kW (610 KS) pri 6000/min. |
| Okretni moment      | 650 Nm pri 1600/min.          | 750 Nm pri 1700–5600/min.     |
| Mjenjač             | automatski sa 6 brzina        | automatski sa 6 brzina        |
| 0-100 km/h          | 5,2                           | 4,8                           |
| Maksimalna brzina   | 312                           | 322                           |
| Prosječna potrošnja | 16,6                          | 16,6                          |
| Emisija CO2         | 396                           | 396                           |
| Cijena u Hrvatskoj  | 1.971.000                     | 2.190.000                     |

## Vanjska poveznica
- Bentley Motors